# Weihermühle (Röttenbach)
Weihermühle war ein Ort der Gemeinde Röttenbach im Landkreis Erlangen-Höchstadt (Mittelfranken, Bayern). Sie ist heute im Ort Röttenbach aufgegangen.

## Geografie
Die Einöde lag am Röttenbach, einem linken Zufluss der Seebach, der nördlich und südlich des Ortes eine Kette von Weihern speist. Im Westen grenzte ein Waldgebiet an, ansonsten war der Ort von Acker- und Grünland umgeben. Heute befinden sich an ihrer Stelle Haus Nr. 1 und 3 der Mühlbergstraße.

## Geschichte
Gegen Ende des 18. Jahrhunderts übte das Hochgericht das bambergische Centamt Forchheim aus. Grundherr der Mühle war die Winklerische Herrschaft Hemhofen.
Im Rahmen des Gemeindeedikts wurde Weihermühle dem 1811 gebildeten Steuerdistrikt Röttenbach und der 1818 gebildeten Ruralgemeinde Röttenbach zugewiesen. Die Mühle war Haus Nr. 76 von Röttenbach. Bereits in der zweiten Hälfte des 19. Jahrhunderts entstand bei der Mühle eine Siedlung. Vor 1904 erlosch Weihermühle als eigener Ortsteil. Ab den 1970er Jahren wuchs die Bebauung von Röttenbach und Weihermühle zusammen. Die ursprüngliche Mühle würde mittlerweile abgerissen.

### Einwohnerentwicklung
| Jahr      | 001818 | 001861 | 001871 | 001885 |
| Einwohner | 12     | 6      | 53     | 56     |
| Häuser    | 2      |        |        | 8      |
| Quelle    | [ 7 ]  | [ 8 ]  | [ 9 ]  | [ 10 ] |

## Religion
Die Katholiken waren nach St. Mauritius  (Röttenbach) gepfarrt.

## Weblink
- Weihermühle in der Ortsdatenbank des bavarikon, abgerufen am 20. August 2021.